# 弘前都市圏
弘前都市圏（ひろさきとしけん）とは、青森県弘前市を中心とする都市圏のこと。

## 概要
弘前は、江戸時代の城下町のときから津軽地方の中心地域で、青森県旧三市時代（弘前市・青森市・八戸市）には旧制弘前高校を始めとする学都、陸軍第八師団の軍都として拠点性を発揮した。現在は、津軽地方の商業拠点、弘前大学を始めとする教育産業、リンゴなどの高付加価値農業、観光産業などを基盤産業として人口を涵養し、2010年の都市圏人口は30万人で青森都市圏・八戸都市圏と並ぶ、県内3大都市圏の一つである。
長年に亘って津軽地方の拠点を担ってきたため、情報集約拠点ともなっており、地域メディアが発達している。
観光産業における主要コンテンツは、弘前さくらまつり・弘前ねぷたまつり・津軽三味線などの祭事・伝統芸能、弘前城・最勝院五重塔・石場家住宅・旧第五十九銀行本店本館・旧弘前市立図書館などの建築物、岩木山の自然景勝地など。

## 地域圏
青森県庁は県内を6つの地区に区分し、各地域に総合的な出先機関である地域県民局を設置しており 、弘前市を中心とする地域は「中南地域県民局」が管轄している。その範囲は、中津軽郡、弘前市、南津軽郡、黒石市の頭文字を取り「中弘南黒地区」と呼ばれるが、気象庁の地域区分 の二次細分区域では「中南津軽」と命名されている。

## 定義
一般的な都市圏の定義については都市圏を参照のこと。

### 「10%都市圏」（通勤圏）
弘前市を中心市とする都市雇用圏（10%通勤圏）の人口は約31万人（2010年国勢調査基準）。

#### 都市雇用圏（10% 通勤圏）の変遷
- 弘前都市圏の 10 % 通勤圏に入っていない自治体は、各統計年の欄で灰色かつ「-」で示す。

| 自治体 ('80) | 1980年                 | 1990年                 | 1995年                 | 2000年                 | 2005年                 | 2010年                 | 自治体 （現在） |
| ------------ | ---------------------- | ---------------------- | ---------------------- | ---------------------- | ---------------------- | ---------------------- | --------------- |
| 板柳町       | -                      | -                      | 弘前 都市圏 32万9279人 | 弘前 都市圏 32万6102人 | 弘前 都市圏 31万7610人 | 弘前 都市圏 30万5342人 | 板柳町          |
| 藤崎町       | 弘前 都市圏 27万8234人 | 弘前 都市圏 27万2460人 | 弘前 都市圏 32万9279人 | 弘前 都市圏 32万6102人 | 弘前 都市圏 31万7610人 | 弘前 都市圏 30万5342人 | 藤崎町          |
| 常盤村       | 弘前 都市圏 27万8234人 | 弘前 都市圏 27万2460人 | 弘前 都市圏 32万9279人 | 弘前 都市圏 32万6102人 | 弘前 都市圏 31万7610人 | 弘前 都市圏 30万5342人 | 藤崎町          |
| 田舎館村     | 弘前 都市圏 27万8234人 | 弘前 都市圏 27万2460人 | 弘前 都市圏 32万9279人 | 弘前 都市圏 32万6102人 | 弘前 都市圏 31万7610人 | 弘前 都市圏 30万5342人 | 田舎館村        |
| 弘前市       | 弘前 都市圏 27万8234人 | 弘前 都市圏 27万2460人 | 弘前 都市圏 32万9279人 | 弘前 都市圏 32万6102人 | 弘前 都市圏 31万7610人 | 弘前 都市圏 30万5342人 | 弘前市          |
| 岩木町       | 弘前 都市圏 27万8234人 | 弘前 都市圏 27万2460人 | 弘前 都市圏 32万9279人 | 弘前 都市圏 32万6102人 | 弘前 都市圏 31万7610人 | 弘前 都市圏 30万5342人 | 弘前市          |
| 相馬村       | 弘前 都市圏 27万8234人 | 弘前 都市圏 27万2460人 | 弘前 都市圏 32万9279人 | 弘前 都市圏 32万6102人 | 弘前 都市圏 31万7610人 | 弘前 都市圏 30万5342人 | 弘前市          |
| 大鰐町       | 弘前 都市圏 27万8234人 | 弘前 都市圏 27万2460人 | 弘前 都市圏 32万9279人 | 弘前 都市圏 32万6102人 | 弘前 都市圏 31万7610人 | 弘前 都市圏 30万5342人 | 大鰐町          |
| 西目屋村     | 弘前 都市圏 27万8234人 | 弘前 都市圏 27万2460人 | 弘前 都市圏 32万9279人 | 弘前 都市圏 32万6102人 | 弘前 都市圏 31万7610人 | 弘前 都市圏 30万5342人 | 西目屋村        |
| 平賀町       | 弘前 都市圏 27万8234人 | 弘前 都市圏 27万2460人 | 弘前 都市圏 32万9279人 | 弘前 都市圏 32万6102人 | 弘前 都市圏 31万7610人 | 弘前 都市圏 30万5342人 | 平川市          |
| 尾上町       | 弘前 都市圏 27万8234人 | 弘前 都市圏 27万2460人 | 弘前 都市圏 32万9279人 | 弘前 都市圏 32万6102人 | 弘前 都市圏 31万7610人 | 弘前 都市圏 30万5342人 | 平川市          |
| 碇ヶ関村     | 弘前 都市圏 27万8234人 | 弘前 都市圏 27万2460人 | 弘前 都市圏 32万9279人 | 弘前 都市圏 32万6102人 | 弘前 都市圏 31万7610人 | 弘前 都市圏 30万5342人 | 平川市          |
| 黒石市       | 黒石 都市圏 4万0755人  | 黒石 都市圏 3万9213人  | 弘前 都市圏 32万9279人 | 弘前 都市圏 32万6102人 | 弘前 都市圏 31万7610人 | 弘前 都市圏 30万5342人 | 黒石市          |

## 地域メディア

### 弘前都市圏に本社があるメディア
- 陸奥新報（本社：弘前市） - 青森テレビのお天気カメラは当本社ビルの屋上に設置されている。
- 津軽新報（本社：黒石市）
- FMアップルウェーブ

cFM。周波数：78.8 MHz。本社：弘前市。弘前都市圏以外にも、鰺ヶ沢町や、五所川原都市圏に属する鶴田町や五所川原市の一部、青森都市圏に属する青森市の一部でも聴取が可能。

### 弘前都市圏に取材・放送拠点を設けているメディア
本社が弘前都市圏以外に所在しているが、弘前都市圏に取材・放送拠点を設けているメディアは下記の通り。
- 青森放送弘前ラジオ放送所（ラジオ周波数：1215kHz、出力：500W）

青森放送は、青森県を放送対象地域とするラジオ、テレビ放送事業者である。ラジオについては本社が所在する青森放送局とは別のコールサイン(JOGE)を持ち、かつては土曜夕方に青森放送局とは別の番組「HOTひろさき」を弘前都市圏向けに放送していた。1995年9月まで1062kHz・出力100Wで送信しており、テレホンサービスでラジオ放送を聴くことができた。
- NHK弘前支局（ラジオ第1放送  846kHz 出力:500W、ラジオ第2放送 1467kHz 出力:500W）

1938年開局。青森県内のNHK放送局の中では最も早く開局した(東北では4番目)。1988年に支局へ降格されたが、ラジオのコールサインは1991年まで親局並みのJORG（ラジオ第1）・JORC（ラジオ第2）が与えられていた。
- 青森テレビ弘前支社

TV番組「スポット弘前」を不定期放送している(弘前市の広報番組で、青森放送と青森朝日放送との持ち回りで制作)。2010年（平成22年）4月、五所川原支局を統合。
- 青森朝日放送弘前支社
- エフエム青森弘前支局

他の在青民放局の拠点が支社であるのに対し、当局のみ支局を置いている。
- 東奥日報弘前支社

活動を停止・終了したメディア
- 弘前ケーブルテレビ

2009年にサービス停止。
- VIVA弘前

フリーペーパー。2014年廃刊。
- FMジャイゴウェーブ

cFM。周波数：76.3 MHz。本社は南津軽郡田舎館村。2000年開局。2025年3月28日に閉局。